# 鶴英寿
鶴 英寿（つる えいじゅ、1879年〈明治12年〉2月4日 - 1990年〈平成2年〉1月11日）は、福岡県小郡市に在住していた、国内男性最高齢であった男性。日露戦争従軍経験があり、日露戦争退役軍人として日本国内において最後に存命した日本人であった（日本国外を含めた場合、1992年2月16日に亡くなった衛藤衛）。

## 人物
1985年10月、長田杢太郎の死去により、106歳で男性長寿日本一となる。1989年2月、確かな記録のある日本人男性で初めて110歳を迎える。
2男6女（うち3人は生前に死亡）の子がおり、孫が15人、ひ孫が20人いた。日露戦争で出征したときを除いて農業一筋の生活。93歳まで毎日、農作業をこなし、その後も草取りなどをしていた。105歳で老人ホームに入所していた。その後も老人ホーム内で看護婦や寮母と元気に言葉を交わしていたが、1988年の春に貧血などで一時入院した後は寝ていることが多くなった。
1990年1月11日、心不全のため佐賀県鳥栖市の病院で死去。110歳没。109歳の藤原喜一が男性長寿日本一となった。